# Sa giông suối Corse
Sa giông suối Corse(Euproctus montanus) là một loài kỳ giông trong họ Salamandridae.
Nó chỉ được tìm thấy ở Corse, một hòn đảo ở Địa Trung Hải. Nó bị đe dọa do mất môi trường sống.